# Lau-Lora
Lau-Lora ist eine osttimoresische Aldeia im Suco Manleuana (Verwaltungsamt Dom Aleixo, Gemeinde Dili). 2015 lebten in der Aldeia 902 Menschen.

## Geographie

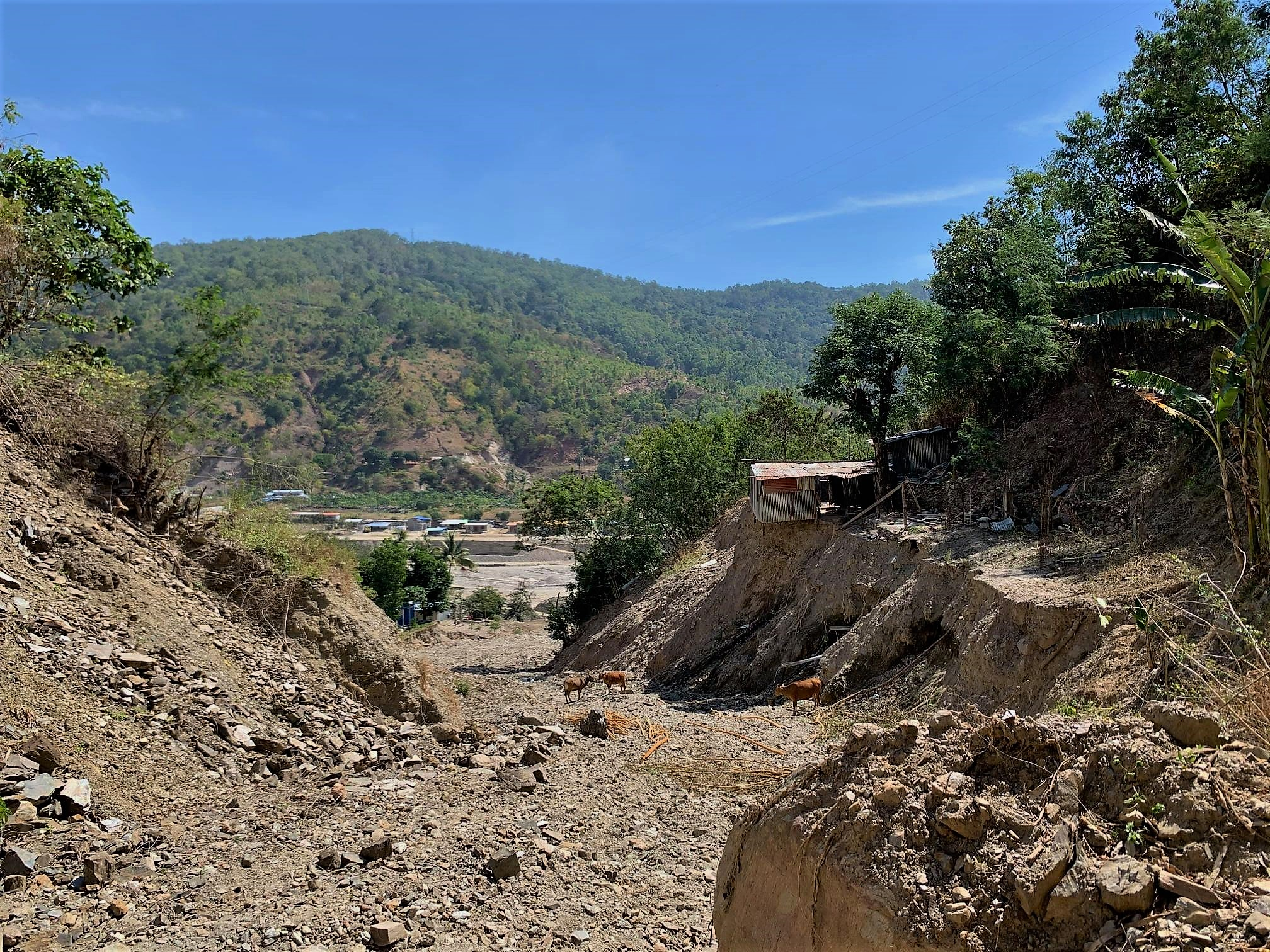
In einem kleinen ausgetrockneten Zufluss des Rio Comoros

Lau-Lora nimmt mehr als die Hälfte der Fläche des Sucos Manleuana ein. Die Aldeia reicht vom Süden bis weit in das Zentrum des Sucos, ist aber nur dünn besiedelt, wenn man vom Nordosten und dem Ufer des Rio Comoro absieht, der die Westgrenze zur Gemeinde Liquiçá mit ihrem Suco Tibar bildet. Der Fluss führt nur in der Regenzeit Wasser. Nördlich liegen die Aldeias Lisbutac, Badiac, Ramelau und Manleu-Ana. Im Süden und Osten befindet sich der Suco Dare.